# Ngatpang
Ngatpang est l'un des seize États qui forment les Palaos. D'une superficie de 47 km2, il est peuplé de 464 habitants.

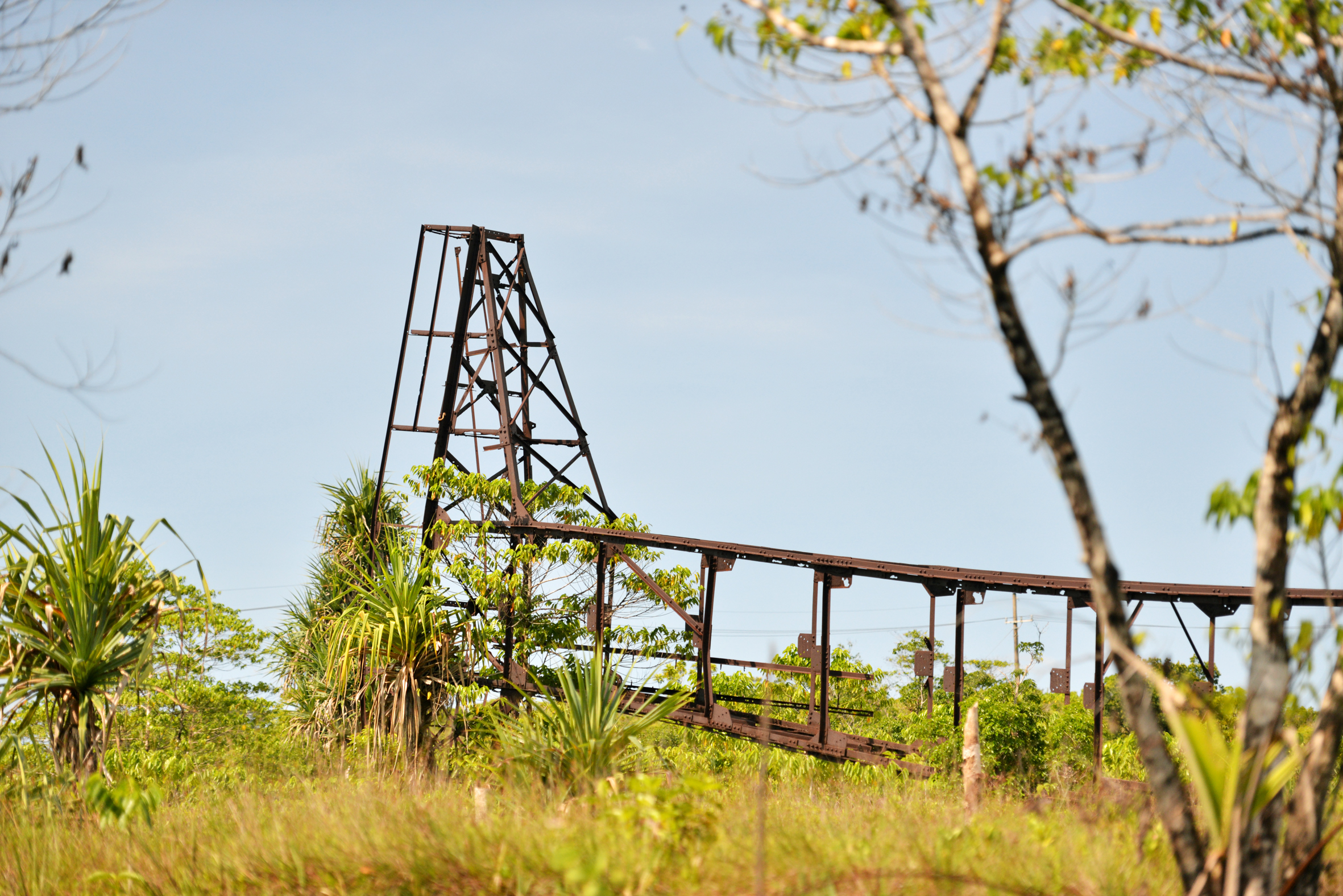
Tour radio de l'armée japonaise, Etat de Ngatpang